# ВЕС Міхай Вітязу
ВЕС Міхай Вітязу (рум. Mihai Viteazu) – вітрова електростанція у Румунії, повіт Констанца.
Майданчик для станції обрали на сході країни у відомому своїми сильними вітрами регіоні Добруджа, по сусідству з найбільшою румунською ВЕС Финтинеле. В 2011-му тут розпочали будівельні роботи, а наступного року ввели в експлуатацію 40 вітрових турбін іспанської компанії Gamesa типу G 87 одиничною потужністю 2 МВт. Вони мають діаметр ротора 87 метрів та встановлені на башти висотою 80 метрів.
Можливо відзначити, що в комуні Міхай Вітезу також було споруджено кілька менших вітроелектростанцій компаній SC Clean Energy (Mihai Viteazu North та Mihai Viteazu South, 7 турбін загальною потужністю 5,6 МВт), Martifer (9 турбін загальною потужністю 18,1 МВт), Monsson (6 турбін загальною потужністю 13,8 МВт).